# Rada ds. Badań Naukowych, Rozwoju i Innowacji Czech
Rada ds. Badań Naukowych, Rozwoju i Innowacji Czech (cz. Rada pro výzkum, vývoj a inovace, RVVI) – utworzona na mocy ustawy nr 130/2002 Sb. o wspieraniu badań, rozwoju eksperymentalnego i innowacji ze środków publicznych zastępująca ustawę nr 300/1992 Sb. o pomocy państwu w sprawie działań naukowych i rozwoju technologicznego zgodnie, z którą powstała Rada ds. Badań i Rozwoju – poprzedniczka Rady ds. Badań, Rozwoju i Innowacji.

## Kompetencje
Rada:
- przygotowuje krajową politykę badań naukowych, rozwoju eksperymentalnego i innowacji we współpracy z Ministerstwem Szkolnictwa, Młodzieży i Sportu zgodnie z międzynarodowymi traktatami i przedłożeniami rządu
- sprawdza realizację krajowej polityki badań naukowych, rozwoju i innowacji w formie opinii na temat zgodności programów przedstawionych przez osoby przydzielające (z krajowej Polityki Badań Naukowych, Rozwoju i Innowacji) zadania do wykonania  oraz przed zatwierdzeniem takich programów przez rząd
- przygotowuje wytyczne dla oceny wyników organizacji badawczych i oceny wyników zrealizowanych programów oraz ich przedkłada je przed rządem
- ocenia wyniki organizacji badawczych i wyniki zrealizowanych programów zgodnie z wytycznymi rządu zatwierdzonymi w ramach wytycznych dla oceny wyników organizacji badawczych i oceny wyników zrealizowanych programów
- nominuje członków zarządu i przewodniczącego Agencji Technologicznej Republiki Czeskiej i Czeskiej Fundacji Naukowej oraz członków badań i rad naukowych
- przygotowuje plany rozwoju przemysłowego Czech oraz priorytety rozwoju eksperymentalnego i innowacji
- przygotowuje regularne coroczne analizy i oceny badań naukowych, rozwoju eksperymentalnego i innowacji, a także porównuje te dane z wynikami innych krajów i przedkłada dokumenty rządowi
- pełni rolę administratora i operatora systemu informacyjnego w zakresie badań, rozwoju eksperymentalnego i innowacji, a także zatwierdza zasady jego działania
- wydaje opinie na temat materiałów przekazanych rządowi na badania naukowe, rozwój eksperymentalny i innowacje
- negocjuje umowy na temat badań naukowych, rozwoju eksperymentalnego i  innowacji państwa z organami doradczymi Unii Europejskiej, a także radami badań naukowych, rozwoju eksperymentalnego i innowacji poszczególnych krajów Wspólnoty i innymi krajami
- tworzy projekt łącznych wydatków na badania naukowe, rozwój eksperymentalny i innowacje w ramach poszczególnych pozycji budżetowych i ich dystrybucji zgodnie z pkt. 5 Ustawy o Promocji Badań Naukowych, Rozwoju Eksperymentalnego i Innowacji
- wydaje opinie w sprawie wniosków o pozwolenie przeprowadzania badań na ludzkich komórkach macierzystych (lub zmianę ich treści) i przewożenia ludzkich komórek macierzystych (zajmuje się tym Komisja Bioetyki - organ doradczy)[2].

Od 29 stycznia 2014 roku Przewodniczącym Rady Badań Naukowych, Rozwoju i Innowacji jest Pavel Bělobrádek z partii KDU-ČSL.

## Zarząd i funkcjonowanie Rady

### Przewodniczący

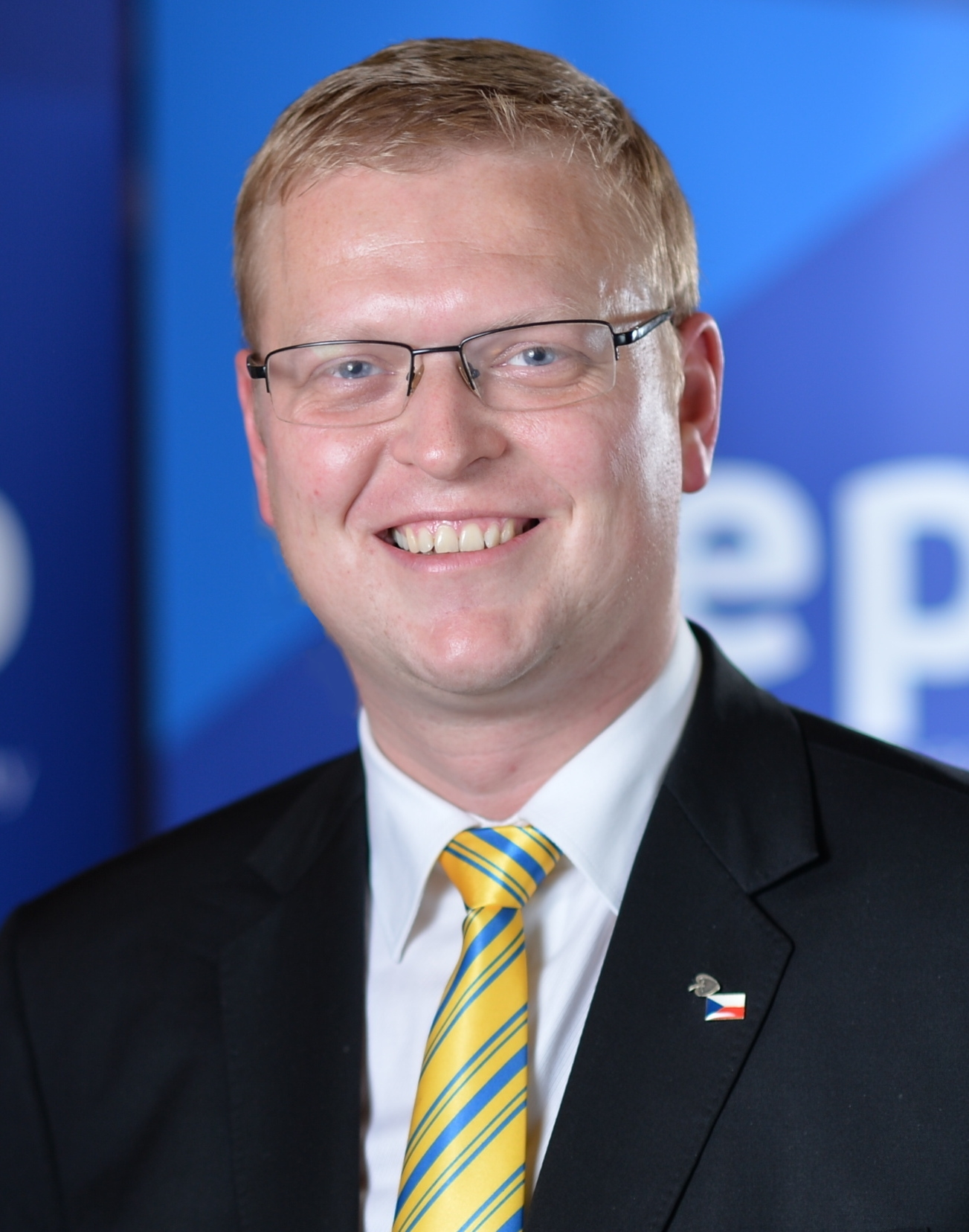
Pavel Bělobrádek

Przewodniczący Rady jest członkiem rządu powoływanym i odwoływanym przez rząd na wniosek premiera. Do jego obowiązków należą:
- składanie wniosków o powołanie lub odwołanie członków Rady
- zwoływanie i przewodniczenie obradom Rady
- doradzanie rządowi podczas specjalnych posiedzeń zwołanych przez rząd
- przedkładanie Radzie dokumentów do rozpatrzenia, które zostały zatwierdzone przez Rząd
- powoływanie i odwoływanie na wniosek Rady członków i przewodniczących komisji eksperckich i doradczych
- składanie wniosków do rządu w sprawie wynagrodzeń członków Rady
- ustalanie wynagrodzenia członków komisji eksperckich i doradczych Rady

Rada decyduje o obecności osób niebędących członkami Rady w czasie jej posiedzeń. Może powoływać i odwoływać stałych gości Rady. Stali goście Rady otrzymują podstawową dokumentację posiedzeń Rady i mają prawo do uczestniczenia w posiedzeniach Rady w takim samym stopniu jak pełnoprawni członkowie Rady. Niezależnie od powyższego, nie są uprawnieni do oddawania głosów, zwrotu kosztów związanych z działalnością w Radzie i nie są wynagradzani przez rząd za tę działalność. Stali goście nie mogą być reprezentowane przez swoich pełnomocników na posiedzeniach Rady. Jeśli stali goście uczestniczą w obradach Rady trzy razy bez ważnego powodu, członkowie Rady mogą złożyć wniosek o ich odwołanie.

### Zarząd Rady
Zarząd Rady składa się z Przewodniczącego Rady i trzech Wiceprzewodniczących. Zarząd Rady pełni wiele funkcji, m.in.:
- zarządza działalnością Rady między jej spotkaniami
- przygotowuje porządek obrad posiedzeń Rady
- koordynuje działania eksperckich i doradczych Rady.

Pierwszy Wiceprzewodniczący, Drugi i Trzeci Wiceprzewodniczący Rady są wybierani w głosowaniu tajnym spośród członków Rady, którzy składają nominacje. Zarząd Rady składa sprawozdanie ze swojej działalności między posiedzeniami do następnego posiedzenia Rady. Posiedzenia Zarządu Rady odbywają się w razie potrzeby, z reguły raz w tygodniu. Posiedzeniom przewodniczy Przewodniczący Rady.

### Członkowie Rady
Rada składa się z  17 członków, w tym Przewodniczącego Rady i trzech Wiceprzewodniczących Rady. Kadencja członków Rady trwa cztery lata. Mogą być powoływany na maksymalnie dwie kolejne kadencje i nie mogą być zastępowani przez inne osoby. Członek Rady, który jest członkiem rządu może wysłać zastępcę. Poseł wysłany przez członka Rady może uczestniczyć w posiedzeniach Rady bez prawa głosu. Członkowie Rady są powoływani przez rząd na wniosek Przewodniczącego Rady, tak aby wiodący eksperci w zakresie badań podstawowych i badań przemysłowych, eksperymentalnych prac rozwojowych i innowacji byli reprezentowani.
Członkowie Rady:
- uczestniczą w posiedzeniach Rady i spotkań grup roboczych, do których zostali powołani; aktywnie uczestniczą w pracach Rady i wykonują zadania wynikające z uchwał przyjętych przez Radę
- są uprawnieni do składania wniosków w sprawach, które należy poddać dyskusji, i do udziału w spotkaniach ekspertów lub organów doradczych Rady
- mają prawo do przedstawienia uzasadnionych wniosków o zasadniczych zmianach w projekcie uchwały w odniesieniu do podstawowej dokumentacji posiedzeń Rady nie później niż 48 godzin przed posiedzeniem Rady, które jest temu poświęcone. Fundamentalne zmiany do projektu uchwały obejmują zmiany bez ograniczeń. Członkowie Rady mogą złożyć wniosek w sprawie zmian w danym projekcie lub wniosek w sprawie odwołania lub odroczenia dyskusji w odniesieniu podstawowej dokumentacji. W przypadku sporu, Rada podejmuje decyzję w głosowaniu
- są zobowiązani do przestrzegania poufności dokumentów omawianych, dopóki nie zostaną zatwierdzone i opublikowane przez Radę. Nie wyklucza to fachowych konsultacji dotyczących omawianych zagadnień
- nie mogą być członkami komitetów sektorowych czeskiej Fundacji Naukowej, Agencji Technologicznej Czech lub organów doradczych podmiotów udzielających pomocy na rzecz badań, rozwoju eksperymentalnego i innowacji ze środków publicznych przeznaczonych do oceny propozycji projektów w otwartej procedurze przetargowej związanej z badaniami, rozwojem eksperymentalnym i innowacjami.

Członek Rady, który nie może uczestniczyć w posiedzeniu Rady ma prawo wysłać swoją opinię na temat informacji, rozważań i dyskusji w formie pisemnej lub elektronicznej.

### Komisje ekspertów i organy doradcze
Rada mianuje komisje ekspertów i organy doradcze. Członkowie komisji eksperckich i organów doradczych Rady są wybierani z czołowych ekspertów w dziedzinie wybranej przez Radę. Są powoływani i odwoływani przez Przewodniczącego Rady na wniosek Rady. Członek może być usunięty, jeśli złoży rezygnację. Przewodniczący komisji ekspertów i organu doradczego jest członkiem Rady wyznaczonym przez Przewodniczącego Rady na wniosek Rady. Przewodniczący komisji ekspertów i organów doradczych jest również członkiem komisji ekspertów i organów doradczych. Komisje ekspertów są powoływane do opracowywania planów przemysłowych priorytetów w dziedzinie badań, rozwoju i innowacji, Komitetu ds. oceny wyników organizacji badawczych, zakończonych programów, i innych projektów. Są organami doradczym ustanowionymi przez Radę działającymi w obszarze ich kompetencji zgodnie z zaleceniami Rady. Komitet Bioetyki opracowuje projekty ekspertyz Rady w sprawie wniosków o pozwolenie przeprowadzenia badań na ludzkich komórkach macierzystych lub na wniosek o zmianę takiej zgody. Komitet Bioetyki może też wydawać decyzje w sprawie wniosków o pozwolenie na przywóz ludzkich komórek macierzystych i, z punktu widzenia ekspertów, przekazuje uwagi dotyczące dokumentów przygotowywanych przez Radę w dziedzinie bioetycznych aspektów badań i rozwoju. Przewodniczący komisji ekspertów i organów doradczych jest odpowiedzialny za swoje działania przed Radą. Działalność komisji ekspertów i organów doradczych są regulowane przez jej statut i regulaminy zatwierdzone przez Radę.

### Sprawozdawcy i grupy robocze
Rada może wyznaczyć sprawozdawcę spośród członków Rady oraz powołać grupę roboczą, która może obejmować ekspertów zewnętrznych w celu rozwiązania wybranych zadań. Sprawozdawcy:
- są odpowiedzialni za przygotowanie podstawowej dokumentacji dotyczącej danego zadania
- współpracują z przewodniczącym komisji ekspertów w zakresie zadań, które zostały jej przydzielone
- zarządzają grupą roboczą i, jeśli ustalono, są odpowiedzialni za jej działania
- tworzą sprawozdania z materiału opracowanego i przygotowują projekty opinii Rady.

Mandat sprawozdawcy oraz członka grupy roboczej ma charakter tymczasowy, a kończy się z zakończeniem realizacji zadania wyznaczonego przez Radę.

### Zaproszeni eksperci
W rozwiązywaniu wybranego problemu Rada może zwrócić się o współpracę do osób, które nie są członkami Rady, ale które są ekspertami w danej sprawie. Zaproszeni eksperci mogą zostać zaproszeni do udziału w posiedzeniach Rady, w posiedzeniach komisji, spotkań grup roboczych lub mogą zostać poproszeni o sporządzenie pisemnej opinii.

### Zarządzanie działalnością
Działalność Rady i grup roboczych jest zarządzana przez Sekretariat Rady, który jest organizacyjnie włączony w strukturę rządu. Sekretariat Rady:
- gromadzi dokumenty procesowe i informacje niezbędne dla działalności Rady, jej ekspertów i organów doradczych
- odpowiada za przygotowanie dokumentów związanych z posiedzeniami Rady oraz posiedzeniami Zarządu Rady
- organizuje posiedzenia Rady, posiedzenia Zarządu Rady i inne spotkania wynikające z zadań Rady
- odpowiada za działania i rozwój systemu informatycznego w zakresie badań, rozwoju eksperymentalnego i innowacji zgodnie z ustawą o promocji badań, rozwoju doświadczalnego i innowacyjności oraz innych specjalnych przepisów zatwierdzonych przez rząd
- jest odpowiedzialny za prowadzenie ewidencji wszystkich dokumentów odnoszących się do działań Rady oraz przetwarzania ich i obsługi
- regularnie aktualizuje informacje na temat działalności Rady i jej członków publikowanych na stronie internetowej rządu i na stronie internetowej administracji rządowej w zakresie badań, rozwoju eksperymentalnego i innowacji w Czechach.

Natomiast kierownik sekretariatu Rady:
- jest odpowiedzialny za realizację zadań Sekretariatu Rady oraz kieruje działalnością Sekretariatu Rady
- pełni funkcję Sekretarza Rady oraz jest głosem doradczym w  posiedzeniach Zarządu Rady i posiedzeniach Rady
- jest odpowiedzialny za wykorzystanie środków finansowych na badańia naukowe, prace rozwojowe i innowacje w ramach pozycji w budżecie rządu przeznaczonych do wykonywania działalności Rady i systemu informacji w zakresie badań, rozwoju eksperymentalnego i innowacji.

Kierownik Sekretariatu Rady jest powoływany i odwoływany przez dyrektora biura rządu. Działania Sekretariatu Rady są regulowane przez przepisy regulaminu biura rządu.

### Obrady
Posiedzenia Rady odbywają się z reguły raz w miesiącu, ale co najmniej raz na trzy miesiące. Wstępne terminy spotkań są zatwierdzane przez Radę co najmniej sześć miesięcy przed ich powstaniem. Nadzwyczajne posiedzenia Rady zwoływane są przez Przewodniczącego Rady według własnego uznania, na wniosek rządu albo na wniosek co najmniej pięciu członków Rady (posiedzenie odbywa się w ciągu pięciu dni od otrzymania takiego wniosku). W trakcie posiedzeń Rada omawia dokumenty złożone nie później niż w ciągu siedmiu dni kalendarzowych przed posiedzeniem Rady. Przewodniczący Rady lub Pierwszy Wiceprzewodniczący podejmują decyzję o omówieniu dokumentów złożonych po tym terminie. Posiedzenia Rady są regulowane przez przepisy regulaminu rady zatwierdzonego przez Radę.

### Koszty działalności i wynagrodzenia
Koszty działalności Rady są pokrywane z wydatków na badania, rozwój eksperymentalny i innowacje w ramach eksperymentalnej pozycji budżetowej rządu. Rada, komisje ekspertów i organy doradczych komitetów pełnią funkcje publiczne. Członkowie Rady, komisji ekspertów i organów doradczych Rady mają prawo do wynagrodzenia i zwrotu kosztów podróży z tytułu pełnienia funkcji. Wynagrodzenie należne członkom Rady za pełnienie funkcji publicznych jest ustalane przez rząd na wniosek przewodniczącego Rady zgodnie z ustawą o promocji badań, rozwoju eksperymentalnego i innowacji. Wynagrodzenie należne członkom komisji ekspertów i organom doradczym Rady jest ustalane przez przewodniczącego rady zgodnie z ustawą o promocji badań, rozwoju doświadczalnego i innowacji. Koszty podróży są zwracane członkom Rady, członkom komisji ekspertów i organów doradczych Rady w wysokości i na warunkach przewidzianych w Kodeksie pracy. Wynagrodzenie ustala się zgodnie z ogólnie obowiązującymi przepisami prawnymi. Wynagrodzenie mogą otrzymać także eksperci.

## Skład Rady
W skład Rady wchodzą:
- Pavel Bělobrádek - przewodniczący Rady
  - Jiri Malek
  - Jiri Cienciala
  - Zdenek Havlas
  - Stanislava Hronova
  - Tomas Jungwirth
  - Vladimir Marik
  - Ivo Vondrak